# Matka Boska Królowa Męczenników (fresk Goi)

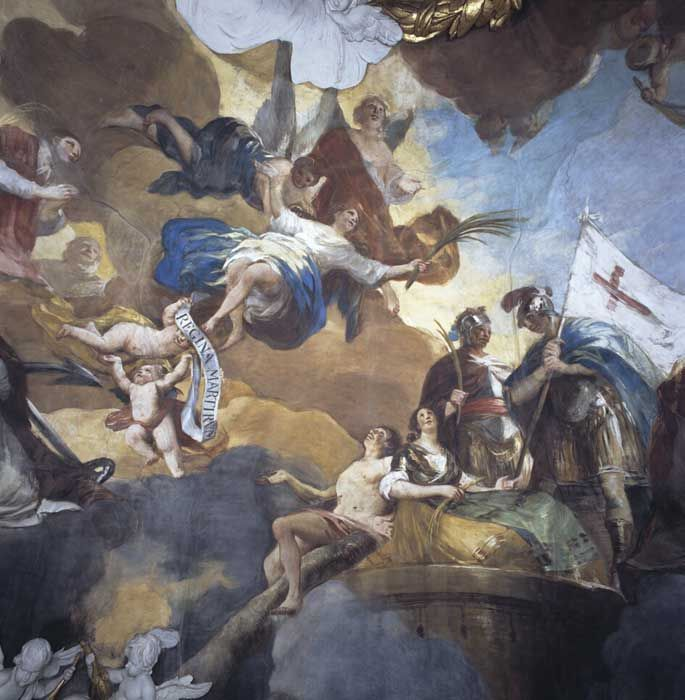
Fragment fresku – anioły podtrzymują napis Regina Martirium

Matka Boska Królowa Męczenników lub Regina Martirium – fresk w kopule Bazyliki Nuestra Señora del Pilar w Saragossie wykonany przez malarza Francisca Goyę (1746–1828).
Goya wykonał kilka fresków dla nowo powstałej Bazyliki Nuestra Señora del Pilar w swoim rodzinnym mieście – Saragossie. W 1772 roku namalował  Anioły adorujące Imię Boże w małym chórze świątyni. To dzieło jest utrzymane w duchu włoskiego baroku i spotkało się z powszechnym uznaniem. Jednak powstała w 1780 roku Matka Boska Królowa Męczenników to przykład osobistego, swobodnego stylu Goi, który nie był dobrze przyjmowany w akademicznym hiszpańskim środowisku artystycznym.
Z powodu Matki Boskiej Królowej Męczenników doszło do sporu między Goyą a jego szwagrem Franciskiem Bayeu. Bayeu był nadwornym malarzem o uznanej renomie. Był odpowiedzialny za projekt dekoracji bazyliki i zlecił Goi namalowanie fresku w jednej z kopuł kościoła, podczas gdy on i jego brat Ramón dekorowali pozostałe. Szkic Matki Boskiej Królowej Męczenników wykonany przez Goyę został przyjęty, ale sposób, w jaki wykończył swoje freski (w lekkim stylu opartym na szybkich, przypominających szkic pociągnięciach pędzla) odbiegał od pozostałych malowideł. Jego praca spotkała się z krytyką również dlatego, że ukończył ją dużo szybciej niż pozostali. Bayeu nazwał ją „jednym wielkim szkicem” i zażądał wprowadzenia poprawek, na które Goya się nie zgodził. Pod wpływem skarg Bayeu kanonik Matías Allué Borruel, który był głównym zarządcą prac dekoracyjnych, zakomunikował Goi listownie niezadowolenie z efektów jego pracy. Bayeu odmówił dalszego nadzorowania pracy Goi i tę odpowiedzialność również przejął Allué. Goya poprosił o opinię ekspertów z Królewskiej Akademii Sztuk Pięknych św. Ferdynanda, ujawniając przy tym swój dumny i porywczy charakter. Goya próbował wykazać swoją niezależność, Bayeu jednak udowodnił mu, że nie osiągnął jeszcze tak wiele, żeby dyktować warunki swojemu mistrzowi. Do mediacji zaangażowali się przyjaciele i bracia z kartuzji Aula Dei (m.in. kartezjanin Félix de Salcedo i rzeźbiarz Ipas). Ostatecznie Goya przygotował nowe szkice pendentywów przy kopule, które rada katedry zaakceptowała. Zachowała się korespondencja z tego okresu między Goyą a Allué. Malarz niegrzecznie domaga się w niej bezzwłocznej zapłaty, skarżąc się, że pracując w Saragossie traci jedynie poważanie. Zapłatę doręczono, ale urażony Allué polecił radzie katedry nie zatrudniać Goi do żadnego zlecenia, a także aby nie wysyłać żonie malarza medalionów, chociaż taki był zwyczaj.